# استیون شینبرگ
استیون شینبرگ (انگلیسی: Steven Shainberg؛ زادهٔ ۵ فوریهٔ ۱۹۶۳) کارگردان و تهیه‌کننده آمریکایی است.

## فیلم‌شناسی
- من را بزن (۱۹۹۶)
- منشی (۲۰۰۲)
- خز (۲۰۰۶)
- گسیختگی (۲۰۱۶)